# Iglesia de la Inmaculada Concepción (Carolina del Príncipe)
La Iglesia de la Inmaculada Concepción, de manera cooficial "Santuario Mariano de la Conchita de Carolina" es un templo colombiano de culto católico, desde 1989 Santuario Mariano, dedicado a la Virgen María bajo el dogma de Inmaculada Concepción, en su sub advocación de la Conchita. Está localizado en el Parque Principal del municipio de Carolina del Príncipe (Antioquia), y pertenece a la jurisdicción eclesiástica de la Diócesis de Santa Rosa de Osos. El edificio es de estilo ecléctico, de planta rectangular y su interior está dividido en tres naves.

## Historia
El Padre Casimiro Tamayo impulsó la construcción del primer templo, el cual se inició en el mes de abril de 1801 en un terreno cuya dimensión fue de treinta varas, catorce de latitud, cinco tapias y media de altura con techo de teja con tres puertas principales, cuatro ventanas grandes con simetría. Para ese mes la obra estaba en la mitad. Le correspondió continuar la construcción al Padre José María Eusse, quien estuvo al frente de la Parroquia durante veinte años consecutivos; por esos años la población estaba calculada entre los 600 a 1.007 personas.
Continuaron la construcción los Padres, Pedro J. Pérez, Salvador Yepes, Manuel Fernández, José J. Rojas y de manera especial el Padre Antonio Ramírez, quien estuvo al frente de la Parroquia durante 42 años, donde falleció y sus restos se conservan en el muro de la nave principal del actual templo.
Del primer templo habla monseñor Juan de la Cruz Gómez Plata, Obispo de Antioquia y segundo prelado que visitó la parroquia en los años de 1840, 1845 y 1847. En la segunda visita implantó el toque de las campanas en el momento de la elevación del sacramento en las celebraciones los domingos y festivos.
En la visita de 1847, el Obispo Gómez Plata, ordenó la construcción de un nuevo templo, más amplio y hermoso, con las verdaderas normas de la arquitectura, suficiente para albergar la creciente población que cada año aumentaba en Carolina. Ordenó además, cubrir los gastos de la obra con las alhajas y joyas de la Patrona, que no fueran útiles y en el uso y adorno, y con las alhajas y joyas del Amo Sacramentado. La disposición se cumplió y para 1861 en la visita del tercer Obispo en visitar la parroquia, Monseñor Domingo Antonio Riaño, en el Auto (acta) de Visita, realizó la siguiente observación: "Con mucho placer de nuestro corazón felicitamos al Señor Cura y a sus fieles por la obra tan laudable que han emprendido de construir un nuevo templo, capaz y hermoso para esta Parroquia".
Ante los problemas presentados en la construcción del segundo templo, fue necesario por algún tiempo, realizar las celebraciones religiosas en la capilla del antiguo cementerio, la cual no podía albergar a toda la gente y ante ese suceso el Obispo Riaño hizo la siguiente recomendación: "... en vista de la dificultad que se presenta a los fieles para concurrir a la Misa y a la predicación y a la enseñanza de la doctrina cristiana en los domingos y días de fiesta, por ser tan numeroso el vecindario y la capilla del Cementerio tan pequeña, autorizamos al Señor Cura para que se ponga un altar portátil en la nueva iglesia de esta parroquia, lo bendiga y pueda celebrar el Santo Sacrificio de la Misa... Mas no podrá hacer más de estas dos cosas en dicha iglesia". En el inventario de 1861 figura el nuevo templo con sus dos techos entejados en firme, con la cúpula, la misma de hoy, y con dos campanas de metal.

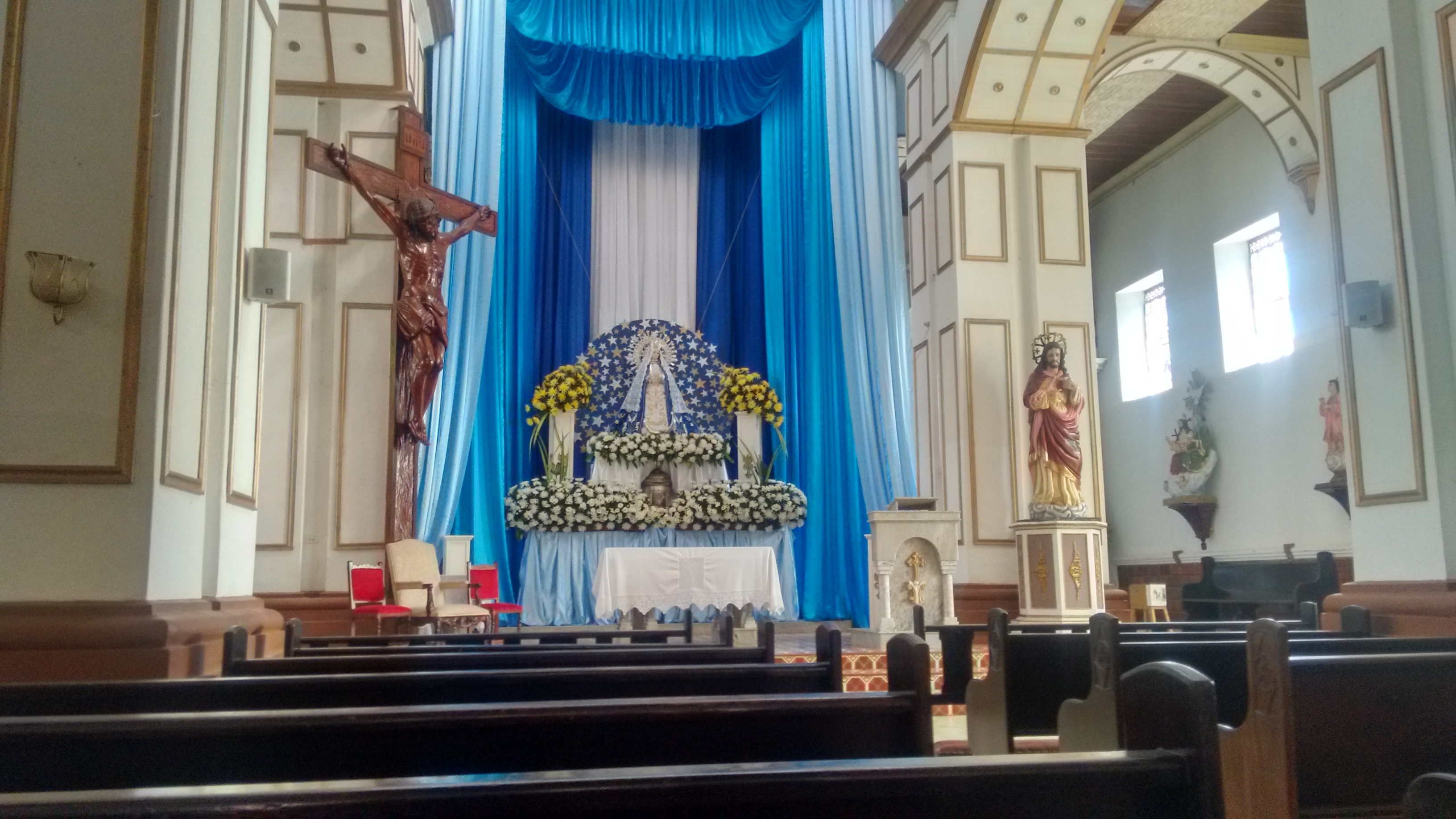
Detalle del Altar Mayor del Templo

En 1868, el Papa Pío IX ordenó la traslación de la silla episcopal de la Diócesis de Antioquia donde funcionaba desde 1828 a la ciudad de Medellín, con el nombre de Diócesis de Medellín y Antioquia, Monseñor José Dolores Jiménez fue preconizado Obispo de dicha diócesis. En 1871, el Pbro. Juan Nepomuceno Cadavid, sucesor del fallecido Antonio Ramírez, la Parroquia fue visitado por Monseñor José Joaquín Isaza, Obispo Coadjutor de la Diócesis de Medellín y Antioquia. Cuarta visita Pastoral. En el Auto (acta) de visita, el prelado anotó lo siguiente: "Siendo de primera necesidad que se termine lo más pronto posible la construcción de la iglesia parroquial, ratificamos el nombramiento de los Miembros de la Junta que dirige la obra especial de la iglesia, hecho por el pueblo en los Señores Pbro. Juan Nepomuceno Cadavid o quien fuera Cura de esta Parroquia; Víctor Vélez, Atanasio Escobar, Juan Pablo Arango y Jesús María Tamayo, quienes se merecen la confianza del pueblo".
El 4 de febrero de 1873 fue restablecida la Diócesis de Antioquia (Santa Fe de Antioquia); desde entonces el obispado en Medellín comenzó a llamarse simplemente Diócesis de Medellín, y la parroquia de Carolina pasó a estar otra vez bajo la jurisdicción de Antioquia.
La Parroquia no contaba con los recursos económicos para continuar la obra y para no detener los trabajos el Obispo autoriza la venta de las alhajas de la Virgen que no fueran necesarias a sus adornos. En esta manera se pudo finalizar el frontis con revoque enladrillado junto con el altozano y el presbiterio entablado. Consumidos los tesoros religiosos de propiedad de la Virgen María, en el transcurso de 1889, en la quinta visita del Obispo Jesús María Rodríguez, urgió al cura y a los feligreses “…para que breguen con sus limosnas a dar término lo más pronto posible a los trabajos del templo que con tan buen éxito se ha construido”. Continuaron la obra al terminar el siglo XIX, los sacerdotes, Francisco Antonio González (párroco entre 1869 a 1870), Joaquín Guillermo González, ungido Obispo de Antioquia, Jesús María Atehortúa (párroco entre 1871 a 1874), Joaquín Ruiz (párroco entre el 18 de noviembre de 1874 a diciembre de 1874), Pedro María Baena (párroco entre diciembre de 1874 a 1876), Juan Bautista Muñera (párroco entre 3 de diciembre de 1876 a abril de 1877), Epitacio Quiróz (párroco entre 8 de abril de 1877 a agosto de 1877), y Nereo Antonio Medina (párroco entre 31 de agosto de 1877 a marzo de 1879).

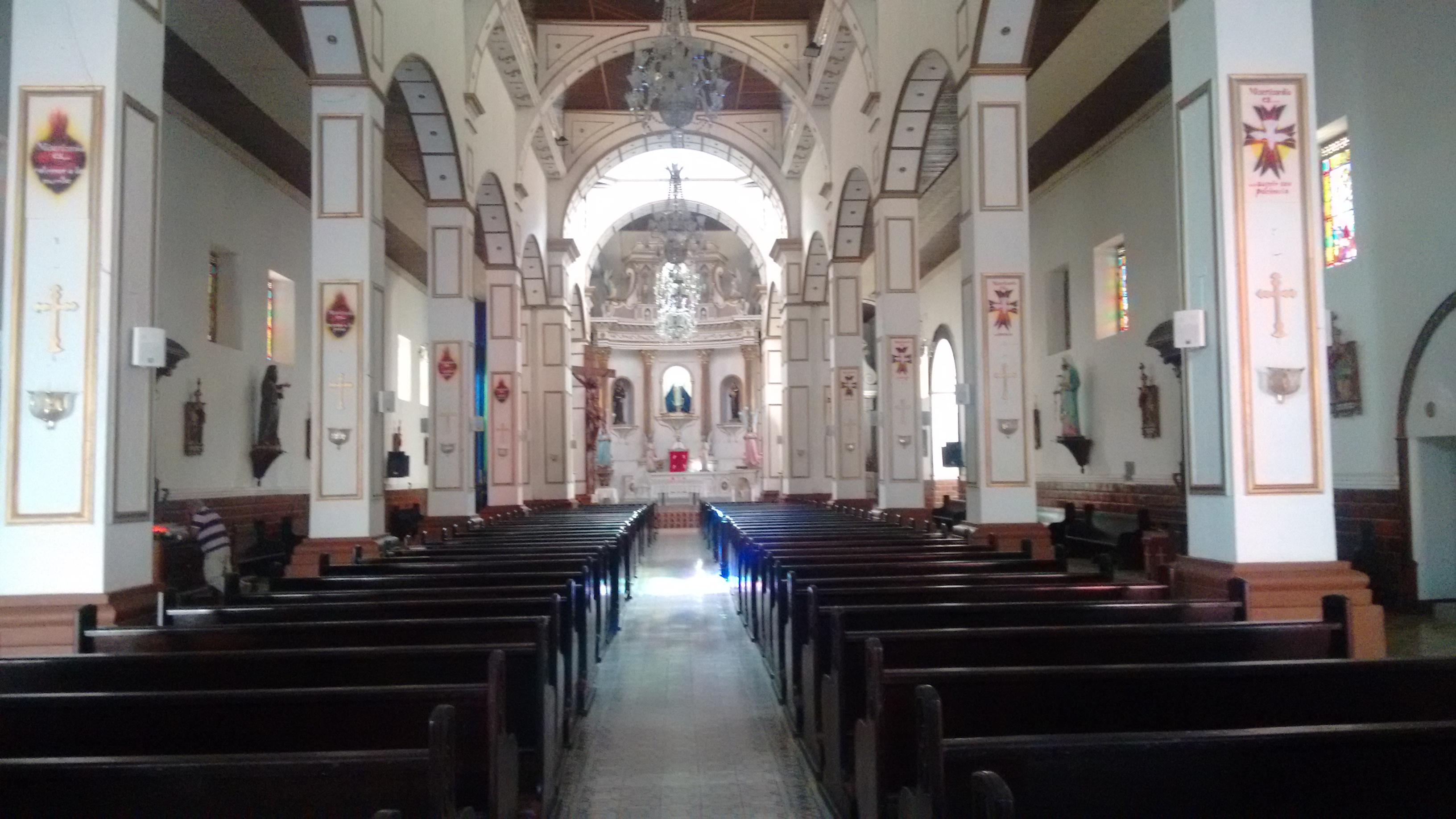
Interior de la iglesia.

La sexta visita a Carolina la efectuó Monseñor Juan Nepomuceno Rueda, el 1 de enero de 1894. En el Auto de Visita, dejó constancia del buen estado del templo y mandó fundir dos campanas que correspondían a la solemnidad del edificio. Desde ese año figuraba en el inventario el reloj de campana colocado en la torre.
Durante el segundo curato del Pbro. Nereo A. Medina (párroco entre 1890 a 1903) las torres de la fachada frontal del templo se desplomaron, oportunidad aprovechada para edificar un nuevo frontis y darle más amplitud al Templo, haciéndolo construir unos metros más hacia la calle, con la puerta principal de frente y dos puertas laterales, las torres remataban en imágenes de San Pedro, San Pablo, San Emigdio y Santa Bárbara, que un día fueron averiadas seriamente por un rayo, siendo quitadas del sitio.
La construcción de la Casa Cural se debe al impulsó del Pbro. Rafael Pérez, párroco entre el 24 de enero de 1904 a marzo de 1914. El 21 de febrero de 1940 tomó posesión como Párroco de Carolina el Presbítero, Julio Tamayo Restrepo (el número 32 en la sucesión parroquial), oriundo del municipio y quien se preocupó por embellecer y decorar el templo. Reformó los altares laterales subiéndolos e nivel del presbiterio; niveló la sacristía, bajó los cielos rasos y los arcos. Cambió los tradicionales reclinatorios por bancas; decoró lujosamente los altares, iluminando el brillo del oro el lugar del Santísimo Sacramentado; la mesa del Altar mayor enchapada en plata; construyó una Capilla a Jesús Crucificado y promovió la devoción con el ejercicio de los siete lunes, que se cumplen anualmente; la construcción de los Altares al Señor Caído y a Nuestra Señora de las Mercedes, con la ayuda del feligrés Fidel Cardona; dentro de las reformas emprendió la del cambio total del frontis en el año de 1956; las puertas laterales se taparon y fueron reemplazadas por las nuevas del frente, en uno de esos lados quedó el Bautisterio y en el otro las escalas que suben al nuevo “coro alto”, el cual quedó más ancho con órgano moderno; realizó la total decoración del interior en óleo.
A partir del 25 de junio del año de 1903 fueron reactivadas las visitas de los prelados a Carolina. Esta vez y en la fecha mencionada estuvo Monseñor Manuel Antonio López de Mesa, dejando indicaciones para la buena marcha de la Parroquia.
El noveno Obispo que la visitó fue Mons. Maximiliano Crespo por nueve ocasiones: el 19 de abril de 1912, el 6 de septiembre de 1915, el 14 de diciembre de 1919 y el 7 de enero de 1924. Dejó la devoción de los Primeros Viernes de mes; ordenó pasar la imagen del Sagrado Corazón de Jesús de la Capilla del Hospital al templo parroquial, para su mejor veneración. Monseñor Crespo gestionó ante la Santa Sede la creación de la Diócesis de Santa Rosa de Osos en 1917, por lo cual la parroquia pasa a estar bajo la jurisdicción de la nueva iglesia particular.
El templo se construyó a raíz de la necesidad de custodiar la imagen de la Inmaculada Concepción, bajo la sub advocación de la Conchita de Carolina, la imagen más antigua del municipio y una de las más antiguas de la Diócesis de Santa Rosa de Osos, es a su vez junto con la Virgen de las Misericordias una de las 2 advocaciones marianas nacidas en territorio diocesano y la primera en ser coronada canónicamente, el 8 de diciembre de 1954 con autorización del Papa Pablo VI por manos del venerable Monseñor Miguel Ángel Builes, por entonces Obispo de Santa Rosa de Osos. A través de la Conchita, Dios ha obrado numerosos milagros a lo largo de la historia, razón por la cual, su festividad es la más importante del municipio y una de las más reconocidas a nivel diocesano. Esta es la razón por la cual Monseñor Joaquín García Ordóñez en el año de 1989, siendo párroco del templo el presbítero Ernesto Gómez Posada, eleva el templo a la categoría de Santuario Mariano